# Coryphodon
Coryphodon és un gènere extint de mamífers pantodonts. Tenia un estil de vida semiaquàtic, similar al dels hipopòtams, i vivia en aiguamolls. Era un herbívor amb el cos baix i de constitució robusta, amb grans dents canines i dents posteriors amb cúspides. Visqué a Nord-amèrica entre fa 59 i fa 51 milions d'anys.
A causa de la convergència evolutiva, en ocupar el mateix nínxol ecològic, també era molt similar als dinocerats Prodinoceras i Probathyopsis, així com el meridiungulat Carodnia, amb els quals no estava emparentat.